# 完顏伯嘉
完颜伯嘉（12世纪—1223年），字辅之，金朝北京路（治今内蒙古宁城县西南大明城）讹鲁古必剌猛安人，完颜氏，女真人。
金章宗明昌二年（1191年）登进士第。调任中都左警巡判官，孝懿皇后妹晋国夫人的家奴买东西不给钱，完颜伯嘉逮其数名家奴入狱，豪门敛迹。历任宝坻县丞、尚书省令史、太学助教，担任监察御史时，劾奏平章政事仆散揆。改任平凉治中。担任莒州刺史，平理冤狱。卫绍王大安年间，三次担任同知西京留守，权本路安抚使。金宣宗贞祐初，居父母丧，贞祐四年（1216年），起为顺义军节度使、震武军节度使兼宣抚副使，提控太和岭诸隘。奏荐西京副统程琢为同知西京留守，兼领一路义军，以图恢复山西。三月，转任元帅左监军、知太原府事、河东北路宣抚使。他和彰国军节度使斡勒合打有矛盾，斡勒合打与河东行省胥鼎一起上奏完颜伯嘉荐用程琢为非，七月，改知归德府，后来转任签枢密院事，知河南府事。兴定元年（1217年），知河中府，充宣差都提控，召为吏部尚书。兴定二年（1218年），任御史中丞，弹劾右副元帅蒲察阿里不孙临阵脱逃，阿里不孙除名。十二月，权参知政事、元帅左监军，行尚书省、元帅府于河中府，控制河东南北路便宜从事，不久罢归。兴定四年（1220年），河南水灾，充宣慰副使，按行京东。宰相们想要为河朔群雄置公府，他向金宣宗进言，分建九公，使统军守土。元光二年（1222年），因为言事切责，被降为同知归德府事。元光二年（1223年），遥授集知军节度使，权参知政事，行尚书省于河中府，率陕西精锐与平阳公史咏共图收复河东。同年六月去世。